# Christophe Dettinger
Christophe Dettinger (3 de maio de 1981) é um boxeador profissional francês. Ele foi campeão na categoria peso médio em 2007 e 2008. Em janeiro de 2019 ele foi condenado após agredir policiais durante as manifestações dos coletes amarelos em Paris.

## Carreira
Dettinger foi campeão nacional de boxe na categoria peso médio nos anos de 2007 e 2008. Ele se aposentou em 2013.

## Movimento dos coletes amarelos
Imagens do dia 5 de janeiro de 2019, durante manifestação dos coletes amarelos em Paris, mostram Christophe Dettinger agredindo dois policiais. Ele se entregou dois dias depois e foi colocado em prisão preventiva. Dettinger se desculpou por suas ações, mas alegou que se defendeu após ser atingido por gás lacrimogêneo e que tentou defender uma mulher que havia caído no chão. Uma vaquinha online para financiar as despesas legais de Dettinger conseguiu arrecadar em dois dias € 145.000 (R$ 618.102 em setembro de 2019) antes de ser abruptamente cancelada devido á controvérsia.
Em fevereiro de 2019, Dettinger foi condenado a 1 ano  de prisão em regime semi-aberto e a 18 meses em liberdade condicional. Ele foi proibido de residir em Paris por 6 meses e também foi condenado a indenizar os dois policiais em 2.000 e 3.000 euros respectivamente.